# Gunder Hägg
Nils Gunder Hägg, född 31 december 1918 i Hemsjö by i Hällesjö socken i Jämtland, död 27 november 2004 i Löderup i Skåne, var en svensk friidrottare, medeldistanslöpare och långdistanslöpare. Han var en av dominanterna på medeldistans under 1940-talet och slog totalt 16 världsrekord under åren 1941–1945.

## Biografi

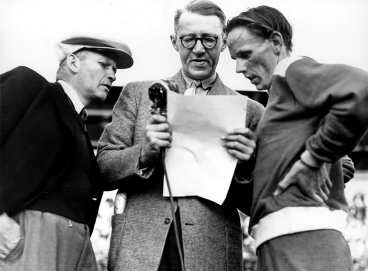
Sven Jerring (mitten) och Gunder Hägg (höger) kontrollerar tiderna efter Häggs världsrekordlopp på distansen två engelska mil den 3 juli 1942.

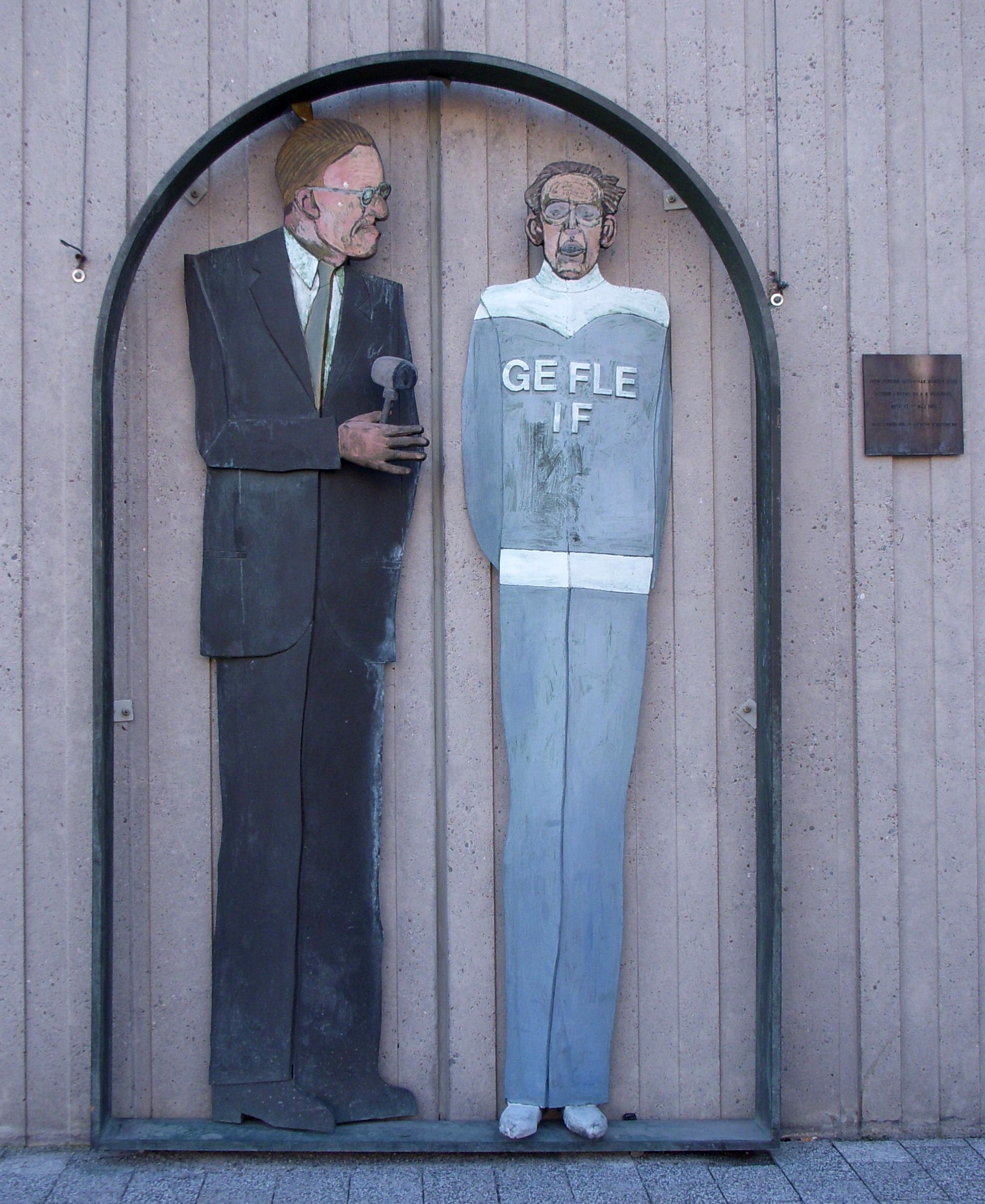
K.G. Bejemarks staty "Sven Jerring intervjuar Gunder Hägg" som finns utanför Radiohuset i Stockholm.

### Bakgrund
Gunder Hägg var son till skogshuggaren och lantbrukaren Nils Hägg (1890–1969) och Selma, född Husberg (1895–1989). Som barn bodde han i Sörbygden, men familjen flyttade till Albacken när Hägg var i 12-årsåldern. Hägg var helt inställd på att bli skidåkare fram till 13-årsåldern. Direkt efter folkskolan började han arbeta som bonddräng och senare även som skogsarbetare. Från 17 års ålder satsade han på löpningen och vann Jämtlands distriktsmästerskap för juniorer 1936 på både distanserna 1 500 meter och 5 000 meter. Därefter värvades han som dräng av den idrottsintresserade bonden Fridolf Westman i Västanede, hos vilken Henry Kälarne tidigare arbetat. Säsongen 1937 väckte Hägg viss uppmärksamhet genom att besegra den olympiske mästaren Gunnar Höckert i en tävling på Hofvallen i Östersund. Följande år bärgade han silver vid Svenska mästerskapen i friidrott på  3 000 meter hinder.
Hägg gjorde sin militärtjänst 1939 vid Jämtlands fältjägare (I 5) i Östersund, men fick tävlingssäsongen förstörd av en svår lunginflammation. När finska vinterkriget bröt ut stationerades Häggs regemente vid Torne älv, norr om Haparanda. Där tränade Hägg snöpulsning i djup snö, vilket han senare ansåg ha varit ett framgångsrecept. Efter det tyska anfallet på Norge i april 1940 flyttades Häggs regemente tillbaka till Jämtland, för att bevaka norska gränsen.

### 1940–1941: Genombrottet
Hägg fick sitt stora nationella genombrott 1940, då han helt otippad besegrade de svenska landslagslöparna Kälarne och Åke "Spånga-Jim" Jansson vid en tävling i Östersund. Hägg representerade då Kälarne IK. I augusti underskred han det tidigare världsrekordet på 3 000 meter i en tävling på Stockholms stadion, men fick se sig besegrad av Kälarne. Hösten 1940 representerade han Sverige i Finnkampen, som detta år avgjordes som en trenationsturnering med Tyskland, där Hägg vann 5 000 meter före Kälarne.
Våren 1941 fick Hägg arbete som brandman i Gävle och bytte klubb till Gefle IF. Den 10 augusti 1941 satte han sitt första världsrekord (av totalt 15), då han med tiden 3.47,6 vann 1 500 meter på SM, sekunden före hårdaste konkurrenten Arne Andersson. Säsongen 1941 avslutades dock dystert, då Hägg dömdes till 10 månaders avstängning för brott mot amatörreglerna. Orsaken var att han i strid med gällande regelverk tagit emot pengar för en tävling i Eskilstuna.

### 1942–1944: Världsrekord och USA-turné
Gunder Häggs avstängning upphörde den 30 juni 1942 och den 1 juli var han fri att tävla igen. Samma dag besegrade han Arne Andersson på 1 engelsk mil på Slottsskogsvallen i Göteborg med den nya världsrekordstiden 4.06,2. Under perioden från den 1 juli och fram till den 20 september 1942 – ofta ögentligt benämnd "Gunder Häggs 80 dagar" – slog Hägg tio världsrekord och höll därmed samtliga världsrekord i löpning från 1 500 till 5 000 meter. De tio satta världsrekorden var följande:
- 1 juli, Göteborg, 1 engelsk mil – 4.06,2
- 3 juli, Stockholm, 2 engelska mil – 8.47,8
- 17 juli, Stockholm, 1 500 meter – 3.45,8
- 21 juli, Malmö, 2 000 meter – 5.16,4
- 23 augusti, Östersund, 2 000 meter – 5.11,8
- 28 augusti, Stockholm, 3 000 meter – 8.01,2
- 4 september, Stockholm, 1 engelsk mil – 4.04,6
- 11 september, Stockholm, 3 engelska mil – 13.35,4
- 20 september, Göteborg (Slottsskogsvallen), 3 engelska mil – 13.32,4
- 20 september, Göteborg (Slottsskogsvallen), 5 000 meter – 13.58,2

Gunder Hägg stod nu på höjden av sin karriär, men på grund av andra världskriget fick han inte chansen att medverka i de stora mästerskapen. År 1943 fick han ändå ett erbjudande om att representera Sverige under en turné i USA. Då det visade sig omöjligt att ordna flygbiljetter över Atlanten, valde Hägg att istället företa resan med det svenska tankfartyget M/T Saturnus. Trots att den långa seglatsen påverkade Häggs fysiska form negativt, vann han det amerikanska mästerskapet på 5 000 meter. Radiosändningen från detta lopp var AB Radiotjänsts första direktsändning över Atlanten av ett idrottsevenemang.
Under Häggs omtalade USA-turné 1943 sprang han åtta uppvisningslopp och vann samtliga:
- 20 juni - i New York, 5 000 meter på 14.48,5. Han slog här den i 65 lopp obesegrade amerikanske mästaren Greg Rice (tid:14.53,9). Platsen var Randall's Island Stadium med 12 000 åskådare (enligt Henry Eidmark).
- 2 juli - i Chicago, 2 engelska mil på 9.02,4. Loppet avgjordes på Soldier Field och Häggs främste motståndare var amerikanen Gil Dodds.
- 10 juli - i Los Angeles, 2 engelska mil på 8.53,9. Återigen besegrade Hägg Dodds, denna gång på Coliseum.
- 17 juli - i San Francisco, 1 engelsk mil 4.12,3
- 24 juli - i Boston, 1 engelsk mil på 4.05,3
- 31 juli - i Cleveland, 1 engelsk mil på 4.05,4
- 7 augusti - i Cincinnati, 2 engelska mil på 8.51,3
- 11 augusti - i New York, 1 engelsk mil på 4.06,9

Efter turnén i USA vann Hägg 1943 den mycket prestigefyllda titeln "Athlete of the Year", utdelad av Associated Press i USA. Gunder Hägg och Ingemar Johansson (1959) är de enda svenska manliga idrottare som vunnit titeln, och på den svenska damidrottssidan har endast Annika Sörenstam vunnit samma titel (2003, 2004 och 2005). Det bör nämnas att ytterst få icke-amerikaner har vunnit titeln, vilken i USA, tillsammans med Sports Illustrateds "Sportsman of the Year" (en titel som för övrigt Ingemar Johansson vunnit som ende svensk) ungefärligen motsvarar Svenska Dagbladets guldmedalj och Jerringpriset. 1942 fick han Svenska Dagbladets guldmedalj och blev "Under-Gunder" med hela svenska folket.
År 1944 lockades han av ett erbjudande om, att flytta till Malmö. Hägg representerade under de följande två säsongerna MAI. Under tiden i USA hade han förlorat världsrekorden på 1 engelsk mil och 1 500 meter till Arne Andersson, men Hägg lyckades återerövra rekordet på 1 500 meter i juli 1944, då han noterade 3.43,0 i Göteborg.
Vintern 1945 återvände Hägg till USA, men denna turné blev mindre lyckad än den första. Efter återkomsten till Sverige var Häggs formkurva sviktande, men han lyckades ändå den 17 juli 1945 återta världsrekordet på 1 engelsk mil, genom att besegra Arne Andersson på sin nya hemmaplan Malmö stadion, med tiden 4.01,4. Rekordet stod sig i nio år innan det slogs av Roger Bannister i maj 1954.

### Avstängning och senare år
År 1946 beslutade Svenska Friidrottsförbundet att stänga av Gunder Hägg och löparkamraten Arne Andersson "för evigt" för påstådda brott mot amatörreglerna, eftersom de upprepade gånger sprungit lopp mot kontant ersättning. Avstängningarna trädde i kraft den 17 mars 1946. Detta skapade en omfattande debatt inom idrottsrörelsen, och många ansåg avstängningarna som orättvisa. Under krigsåren hade förbundet sett mellan fingrarna, men efter kriget kände förbundet sig tvingat av det internationella friidrottsförbundet att hålla strikt på de formella reglerna för ersättningar. Tidsangivelsen för evigt väckte dock stort löje och harm. Den ändrades därför senare till på livstid. Vid tiden för avstängningen hade Hägg världsrekorden på 1 500, 2 000, 3 000 och 5 000 meter samt på distanserna 1, 2 och 3 engelska mil.
Efter karriärens slut öppnade Hägg en sportbutik i Malmö, som dock snart tvingades stänga.
Gunder Hägg är begravd på Löderups gamla kyrkogård.

## Eftermäle och  i kulturen
Statyn av en naken Gunder Hägg (Olof Ahlbergs Löparen, invigd 1947) står utanför Strömvallen i Gävle, en arena där Gunder Hägg ofta tävlade under sin storhetstid. Även vid idrottsplatsen i Bräcke och vid Stockholms Stadion, där Hägg slog många världsrekord, finns statyer. 
Hägg utsågs 1942 till stor grabb nummer 102 i friidrott. Han tävlade för Albackens IF, Kälarne IK, Gefle IF och MAI och blev 2009 invald i Malmöidrottens Walk of Fame, för sina insatser för Malmö AI. 
Proggbandet Blå Tåget hette 1969–1972 Gunder Hägg.

## Idrottsprestationer
Gunder Hägg satte under åren 1941-1945 16 världsrekord – 15 individuella och ett världsrekord i lag:
- tre rekord på 1 500 m (som bäst 3.43,0)
- tre på 1 engelsk mil (som bäst 4.01,4 år 1945. Detta rekord stod sig till den mycket uppmärksammade förbättringen till 3.59,4 av Roger Bannister 1954)
- tre på 2 engelska mil (som bäst 8.42,8)
- två på 3 engelska mil (som bäst 13.32,4)
- två på 2 000 m (som bäst 5.11,8)
- ett på 3 000 m (8.01,2)
- ett på 5 000 m (13.58,2)
- ett på 4 × 1 500 m (15.38,6) med Gösta Jacobsson, Sven Stridsberg och Lennart Strand.

Dessutom vann han tre SM-guld.